# Auspitzov fenomen
Auspitzov fenomen je dermatološki medicinski znak. Fenomen je nazvan po austrijskom dermatologu Heinrichu Auspitzu.
Auspitzov fenomen se opisuje kao točkasto krvarenje nakon odvajanja kožnih ljusaka, do kojeg dolazi iz kapilara koje se nalaze u vrhovima dermalnih papila kože. Fenomen se javlja kod psorijaze.